# A72 (Frankrijk)
De A72 is een Franse autosnelweg gelegen in het departement Loire die de A89 ter hoogte van Nervieux verbindt met de stad Saint-Étienne waar deze aansluit op de N88. In 2006 is een deel van de A72 tussen Clermont-Ferrand en Balbigny tot A89 hernoemd, waardoor de totale lengte van de A72 in feite is ingekort.
De autoroute is gebouwd tussen 1977 en 1984 en wordt op dit moment beheerd door de ASF (Autoroutes du Sud de la France).